# Sân bay quốc tế Vilnius
Sân bay quốc tế Vilnius (IATA: VNO, ICAO: EYVI) (tiếng Litva: Tarptautinis Vilniaus Oro Uostas) là sân ba dân dụng lớn nhất ở Litva. Sân bay này cách nằm ở 7 km về hướng nam thành phô Vilnius, thủ đô của Litva. Sân bay này bắt đầu hoạt động năm 1944, nhà ga cũ đã được xây năm 1954.
Công ty quản lý sân bay Vilnius là công ty quốc doanh do Bộ giao thông Vận tải nước này lập năm 1991. airBaltic chiếm phần lớn lượng khách ở sân bay này từ năm 2006, tiếp theo là flyLal, hãng hàng không quốc gia của Litva. Ngoài ra có các hãng khác SAS, Lufthansa, Finnair, Aeroflot, Austrian Airlines, Czech Airlines, LOT, và một số hãng khu vực.
Năm 2007, sân bay này đã phục vụ 1,717 triệu lượt khách, là sân bay lớn nhất trong 4 sân bay chính ở Litva: Sân bay quốc tế Kaunas (cũng gọi là Sân bay Karmėlava) ở Kaunas, Sân bay quốc tế Šiauliai ở Šiauliai (cũng gọi là Sân bay Zokniai) và Sân bay quốc tế Palanga ở Palanga.
Tháng 11 năm 2007, một nhà ga hành khách mới rộng 17.000 m² đã được đưa vào sử dụng.

## Các hãng hàng không và các tuyến điểm
- Aer Lingus (Dublin)
- airBaltic (Barcelona, Berlin-Tegel, Brussels, Chisinau, Copenhagen, Dublin, Düsseldorf, Hamburg, Helsinki, London-Gatwick, Milan-Malpensa, Munich, Odessa, Oslo, Paris-Charles de Gaulle, Riga, Rome-Fiumicino, Simferopol [seasonal], Stockholm-Arlanda, Tallinn)
  - operated by DOT LT (Riga)
- Austrian Airlines
  - operated by Austrian Arrows (Vienna)
- Czech Airlines (Prague)
- Finnair (Helsinki)
- Flysmaland (Växjö)
- LOT Polish Airlines
  - operated by Eurolot (Warsaw)
- Lufthansa (Frankfurt)
  - operated by Eurowings (Frankfurt)
- Norwegian Air Shuttle (Oslo)
- UTair Aviation (Moscow-Vnukovo)

Bay thuê bao:
- Air Malta (Valetta)
- Aurela
- Karthago Airlines (Monastir)
- LatCharter (Riga)
- SunExpress (Antalya, Izmir)